# José Abalos
José de Abalos (también Ábalos) fue un político español de la segunda mitad del siglo XVIII que desempeñó diversos cargos al servicio de la corona en tiempos de Carlos III.  

## Biografía
Estuvo bajo las órdenes de Luis de Unzaga y Amézaga como Intendente General de la Capitanía General de Venezuela (1777-1783), en febrero de 1779 mencionaba los límites de la provincia venezolana de la Guayana en los siguientes términos:

“Los límites de la dicha Provincia de Guayana que da principio por la parte oriental de ella a barlovento del desemboque en el mar del río Esequibo, en el confín de la Colonia Holandesa de Guayana.”

 Como representante de la Corona de España, impulsó las actividades agrarias en la colonia y reprimió con rigor los abusos que debilitaban la economía local, en particular los de la Real Compañía Guipuzcoana de Caracas.
Siguiendo instrucciones de Luis de Unzaga y Amézaga, quien era partidario de que se estableciera el librecomercio entre España y América, escribió una misiva al rey de España en 1777 intentando demostrar que el monopolio de  Compañía Guipuzcoana era contraria a los intereses de la corona.

El contrabando lo han hecho en la mayor parte las mismas tripulaciones de los navíos de la Compañía, sus corsarios y los empleados en las factorías, sobre lo que fácilmente pudiera instruir una justificación amplia y completa… La compañía ha tenido ceñida su negociación a solo el fruto del cacao y algún tabaco, y esto todavía en bien corta cantidad y con infinita superchería, sin pensar jamás en el fomento de multitud de otros ricos ramos del comercio…

En mayo de 1781, justo cuando Bernardo de Gálvez, cuñado del capitán general Luis de Unzaga y Amézaga acaba de reconquistar la Florida occidental, se inició un movimiento revolucionario de los Comuneros de La Grita en los Andes venezolanos; por lo que el gobernador Unzaga, apoyado por el Cabildo de Caracas, optó por la vía diplomática para apaciguar la rebelión, cosa que Ábalos criticaría por creer que el método del uso de la fuerza podía ser más eficaz. 
Tras regresar a España desempeñó el cargo de asistente de Sevilla, cuyas funciones eran similares a las de corregidor, entre los años 1785 y 1793 en que falleció. En su periodo de mando en Sevilla protestó por la concesión firmada por el conde de Floridablanca el 4 de octubre de 1791, de un privilegio para que la Real Maestranza de Caballería de Sevilla pudiera celebrar treinta corridas de novillos que no fueran de muerte. Con tal motivo dirigió un alegato al Consejo Superior de Castilla manifestándose contrario a la celebración de corridas de toros.